# Ligne de Bergen

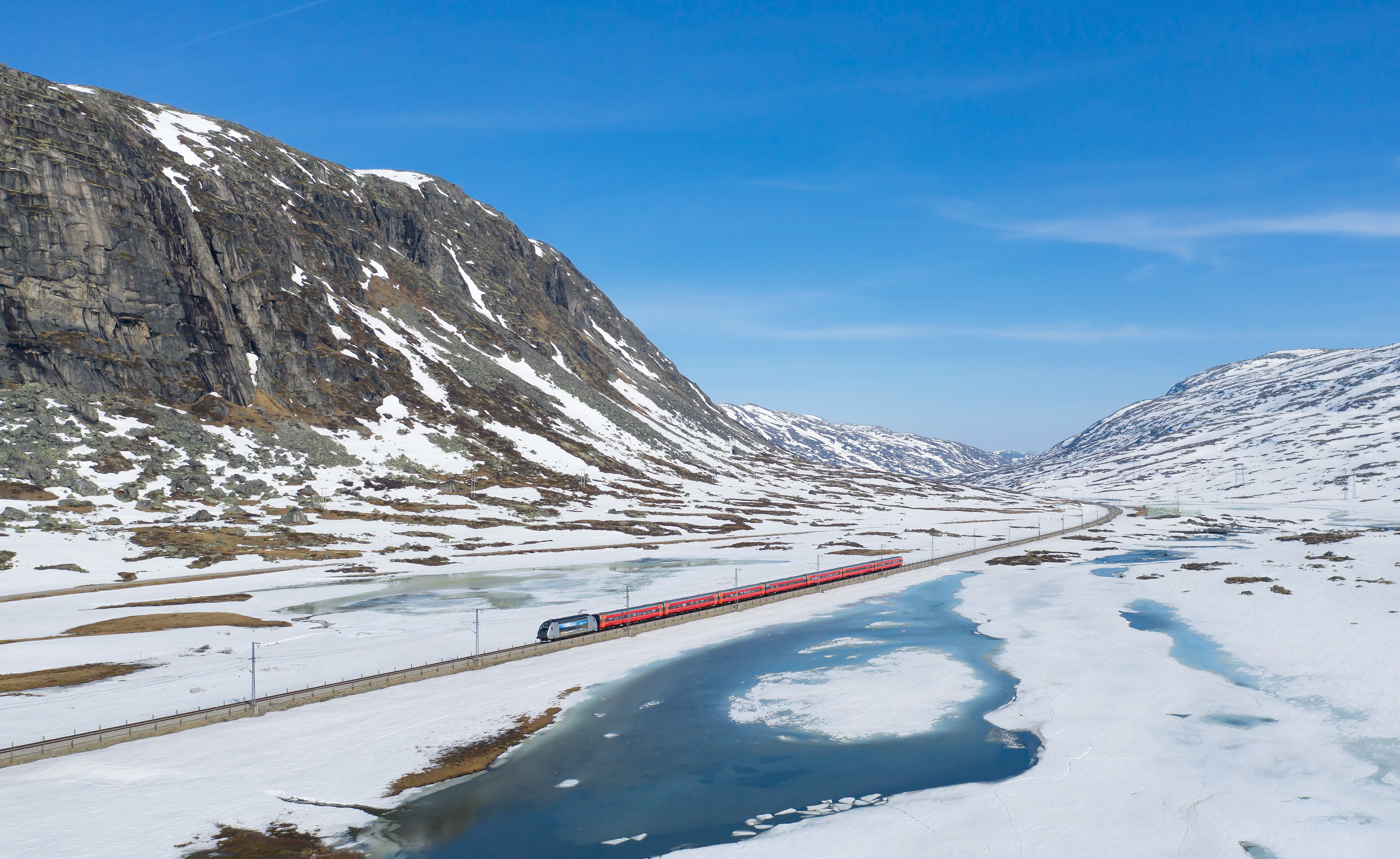
La ligne de Bergen entre Haugastøl et Finse. Avril 2019.

La ligne de Bergen (en norvégien Bergensbanen) est une ligne de chemin de fer de 371 km, en voie normale, reliant Bergen à Hønefoss en Norvège.
Le nom est souvent utilisé pour décrire l'intégralité de la voie entre Bergen et Oslo, via Drammen, soit 496 km. C'est la plus haute ligne de chemin de fer d'Europe du Nord, atteignant 1 237 m d'altitude au niveau du plateau de Hardangervidda.
Une ligne fut d'abord ouverte entre Bergen et Voss en 1883 en voie étroite, nommée la ligne de Voss. En 1909, la voie fut prolongée jusqu'à Oslo et sa totalité fut convertie en écartement normal ; la ligne de Voss devint une section de la ligne de Bergen. La ligne est en voie unique, et fut électrifiée entre 1954 et 1964. Elle est détenue et maintenue par Bane NOR, et exploitée par Vy pour le transport de passager, et par CargoNet pour le fret.
La ligne de Flåm (Flåmsbana) est le seul embranchement depuis la fermeture de la ligne du Hardanger.  La section Bergen-Voss est aussi desservie par des trains régionaux et fut raccourcie en 1966, grâce à l'ouverture du tunnel de Ulriken.

## Histoire

### La ligne de Voss
L'idée de construire une ligne de chemin de fer entre les deux plus grandes villes de Norvège apparaît pour la première fois le 24 août 1871 dans le Bergensposten. Andreas Tanberg Gløersen, directeur des forêts à Voss, y suggère de construire la ligne via Voss et Hallingdal pour rejoindre la ligne Krøder. Il était déjà à l'origine de l'idée de la ligne de Jær en 1866. Quelques jours après la suggestion, le conseil municipal de Bergen approuva l'idée et, en 1872, le directeur des chemins de fer Carl Abraham Pihl et deux ingénieurs allèrent en étudier le tracé. À cette période, il était habituel que les propositions de lignes soient d'initiative locale, et que les municipalités, ainsi que les investisseurs privés, paient ensuite 20 % des investissements, l'État couvrant le reste.

## Reportage télévisé
Le vendredi 27 novembre 2010, plus de 1,2 million de Norvégiens ont pu regarder un reportage intitulé Bergensbanen sur NRK2, filmé à l'occasion du centenaire de la ligne, soit près de 7 heures et demie de vidéo, montrant l'entièreté du trajet entre Bergen sur la côte ouest norvégienne jusqu'à la capitale d'Oslo 
Disponible en téléchargement libre, on pouvait y rencontrer un journaliste interviewant des personnes dans le train, de la musique et deux caméras qui pointaient sur les côtés du train. En raison des droits d'auteur, la musique et de nombreuses vidéos ou musiques ont dû être supprimées.
Le fichier d'origine "pesait" 165 Go, à l'époque trop volumineux pour la plupart des personnes désireuses de profiter de cet enregistrement.
Par la suite, le fichier intégral (plus de 7 heures en 1920x1080 et 50 images par seconde) fut proposé en téléchargement peer to peer. On peut trouver le lien BitTorrent vers ce fichier (246 Go) en http://nl.nrk.no/torrent/bergensbanen/Bergensbanen.1080i50.ProRes422.Nrk.mov.torrent
Ce fichier est disponible sous licence Creative Commons.